# 藍田 (香港)

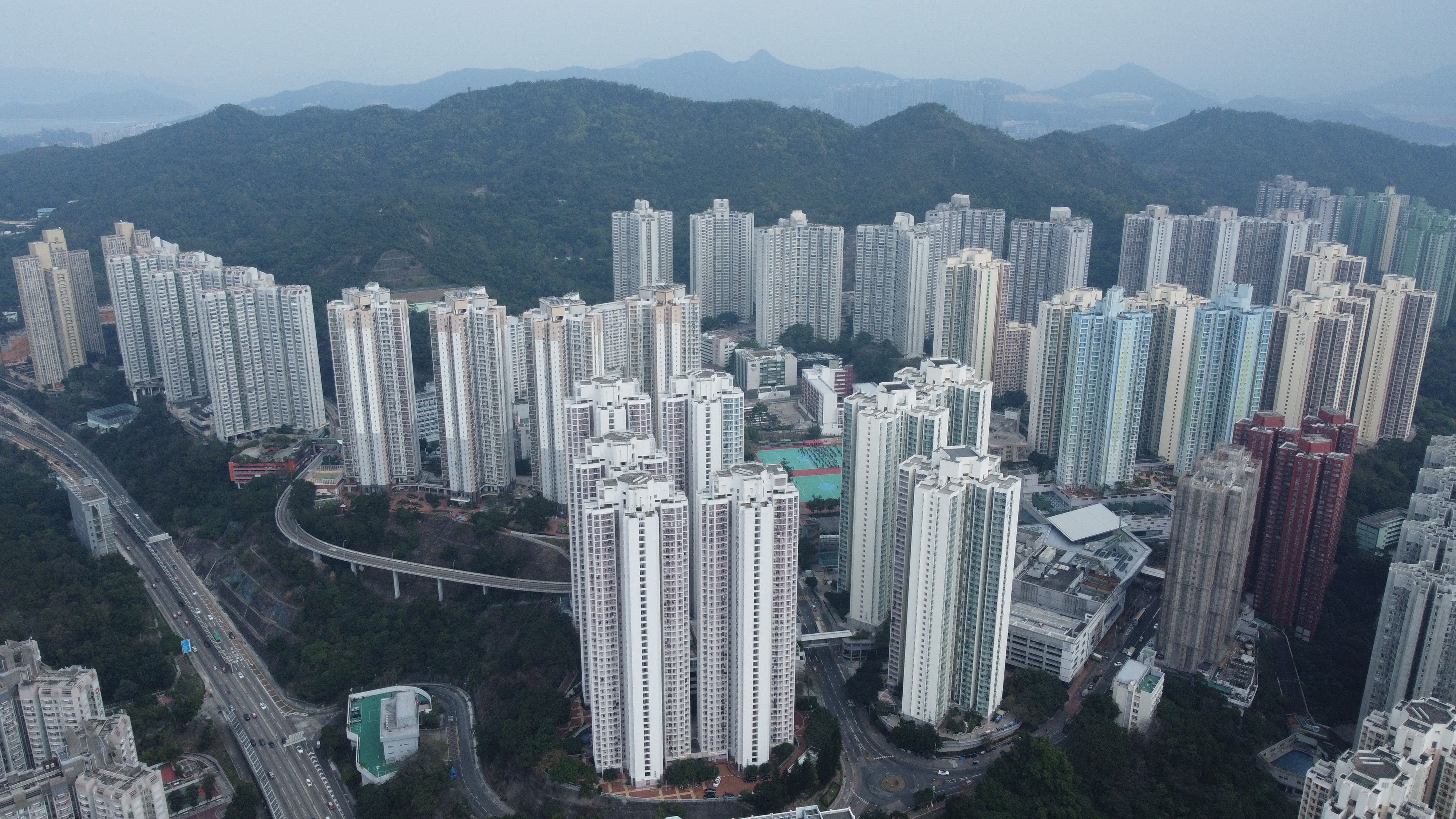
藍田有眾多公共屋邨（2022年2月）

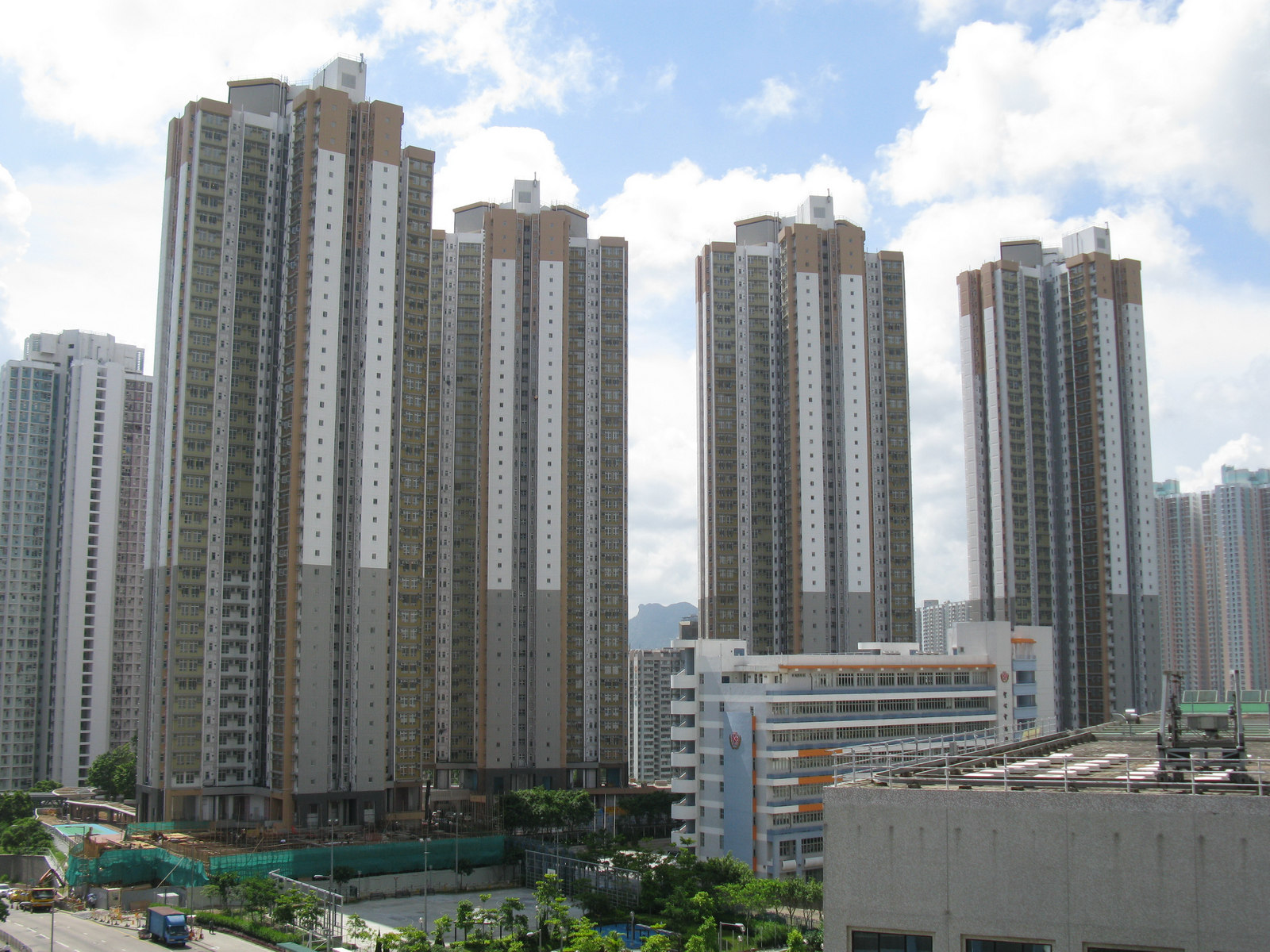
藍田邨

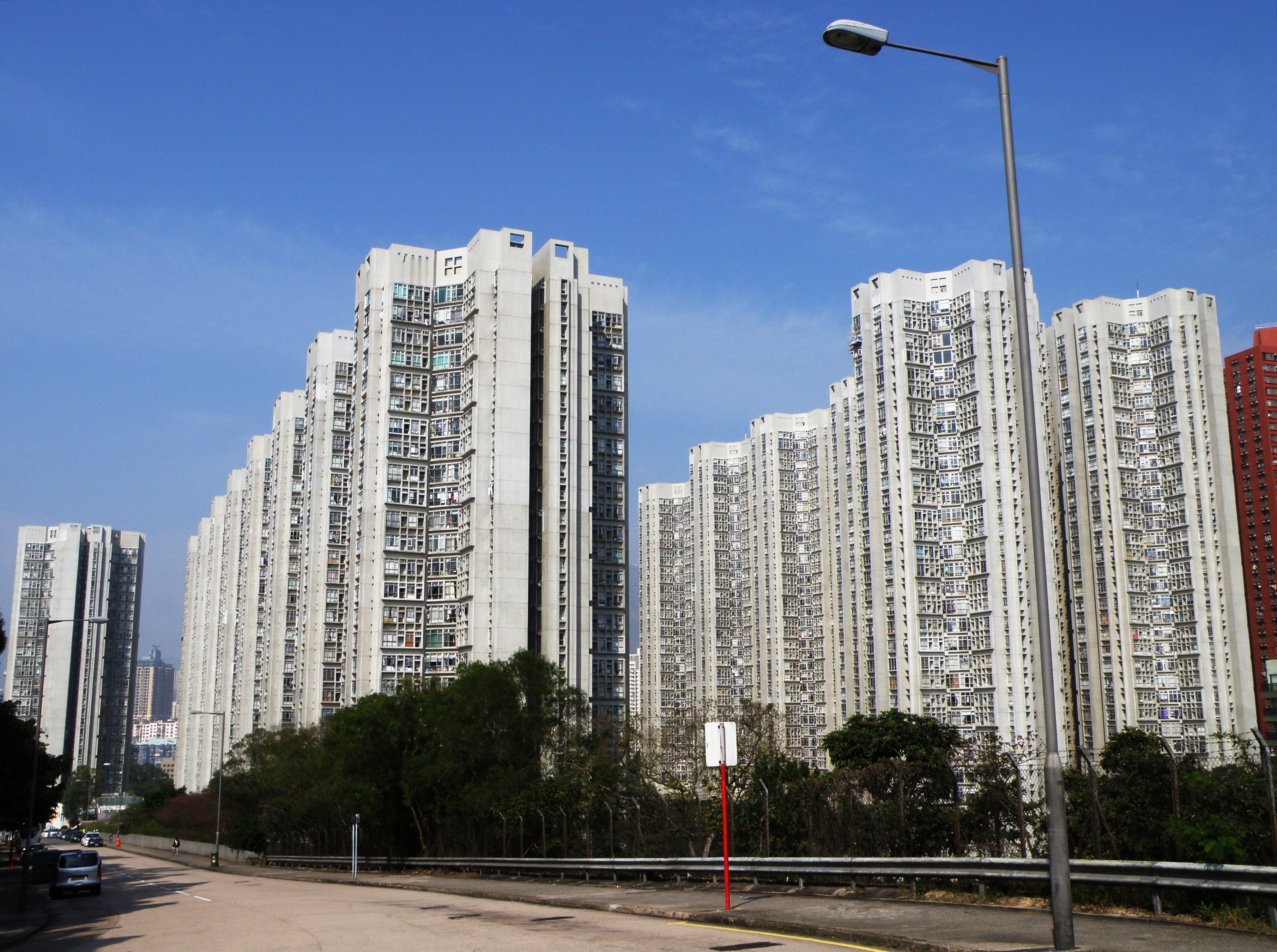
滙景花園

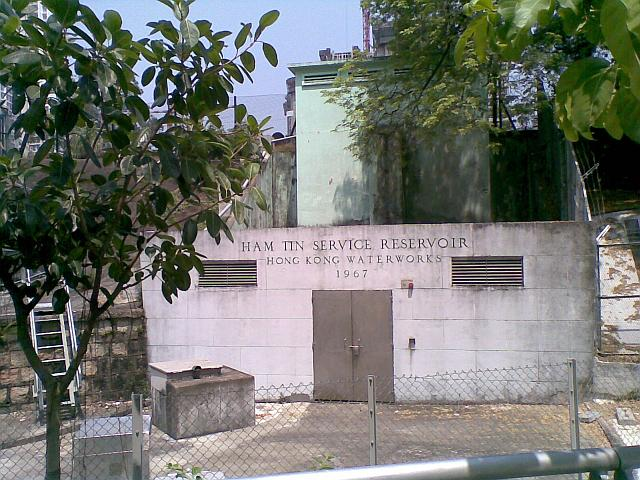
藍田配水庫

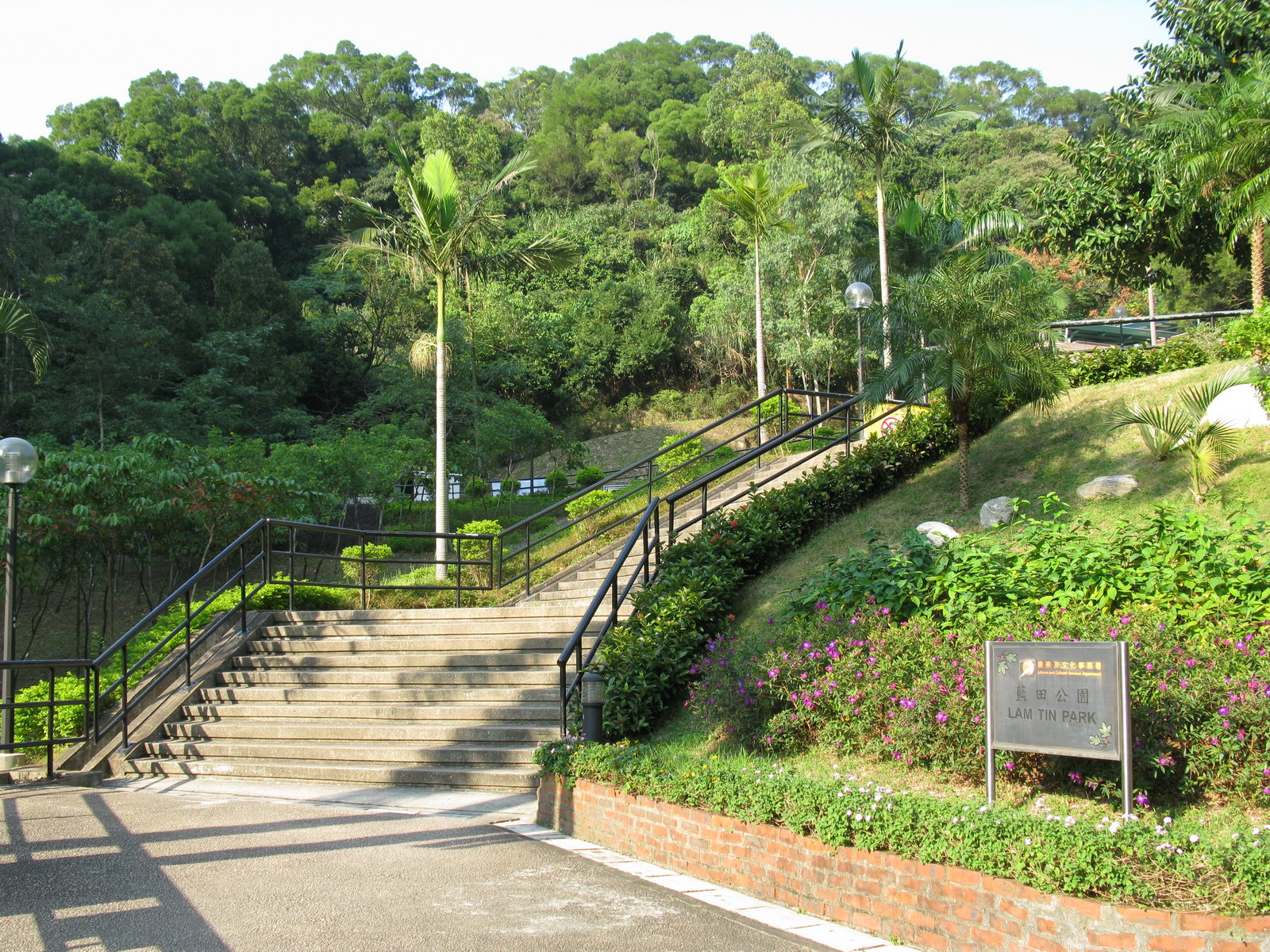
藍田公園

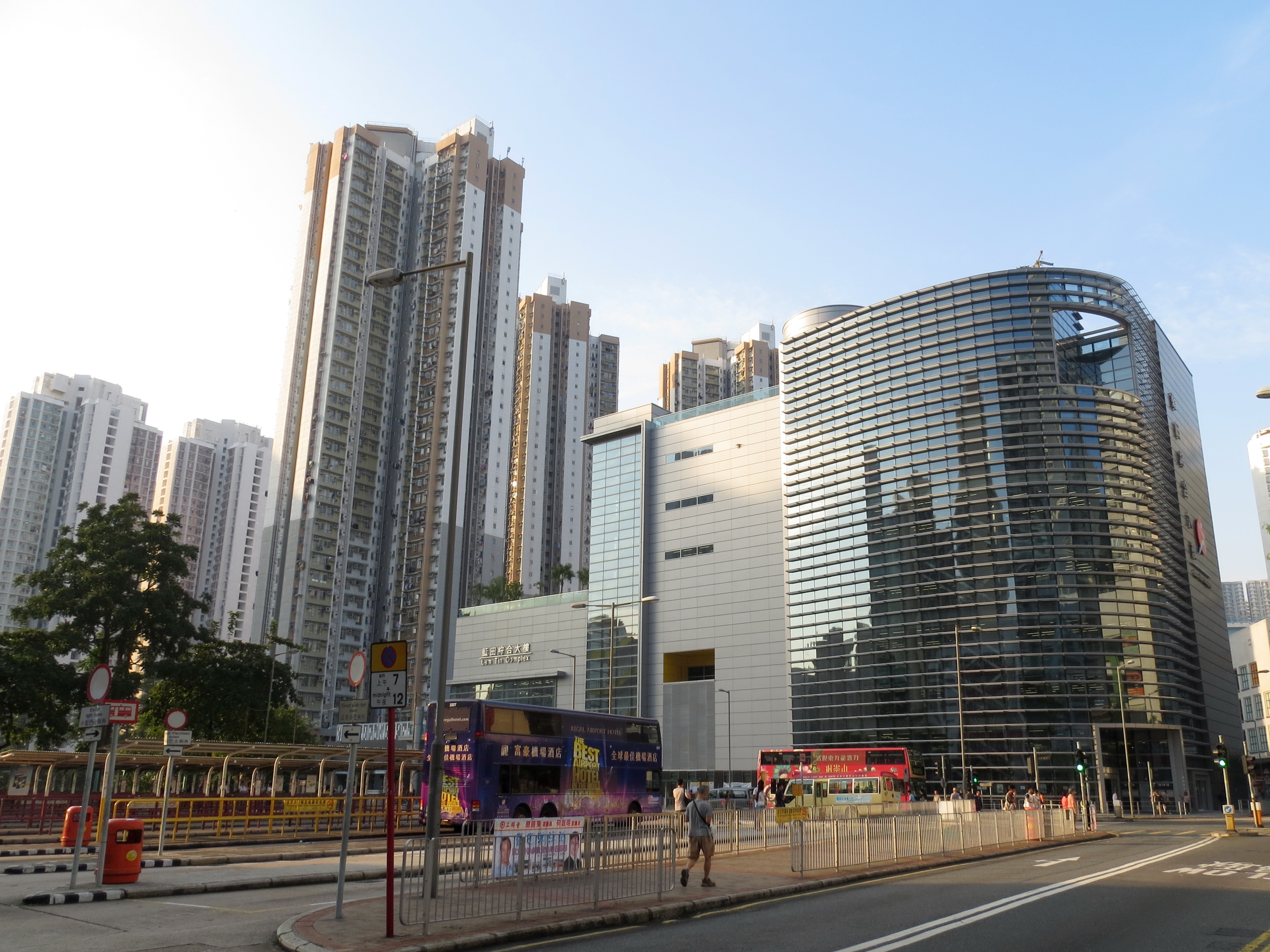
藍田綜合大樓

藍田（英語：Lam Tin）是香港九龍東南的一個地方，行政屬於觀塘區，南面連接油塘。本是當地一座山丘之名，原稱咸田山，基於靠近海邊，土地鹽度較高，未能種植一般淡水植物而改種「咸禾」。由於「咸田」予人以另一個不良印象，即謂彼等居於貧瘠之區，所以香港政府諮詢居民後於1970年9月起改名為藍田，取「藍田生玉」之意。在《漢書·地理志》中有一句：「藍田山出美玉」。
藍田是觀塘的公屋區之一，1960年代末香港政府在藍田五桂山山上興建公屋藍田邨，自此藍田便成為藍田邨的代名詞。藍田邨在1990年代也與觀塘其他公屋一樣需要重建，但其發展卻一直都比觀塘其他地區好，像1989年地鐵藍田站正式啟用便是一例。藍田亦有數個大型購物商場。

## 地理位置
藍田本來只限於今日五桂山山上的地段，後來在1970年代後期，政府擴展啟德機場，把原來的觀塘灣填海作貨運用途，茜草灣一帶藍田近海的土地得以延伸，並與過往油塘方向的長龍田村相接，組成更大範圍的藍田。然而在新基礎設施和住屋落成後，就以鄰近的晒草灣或茶果嶺命名。現時藍田的界限為：西至滙景花園，東至藍田公園，南至廣田邨，北至將軍澳隧道轉車站。

## 歷史
1841年之前，藍田屬於九龍灣鹽田官富場的一部分，先後隸屬東莞縣及新安縣之下。由於九龍灣鹽田鹽產豐富，海灣附近的居民亦逐漸變得富有。咸田山上則一片荒蕪，只有數個小型打石場和山溪旁的小幅禾田。隨著戰後人口遷入，靠近觀塘灣的咸田山麓發展成一片梯田和零散的屋舍，是為咸田村。
早於1954年，香港政府已研究將咸田發展成徒置區。1963年，政府宣佈平整咸田山並興建咸田徒置區，1966年起落成。藍田自1970年代起成為一個家傳戶曉的公屋區。至於同期的資助及私人物業發展，只有1979年的啟田大廈及1982年的康田苑。1981年11月21日，藍田對開山邊木屋區發生五級火警，歷時7小時，玄武山村、愛華村、藍美村慘遭滅村，近千間木屋被焚燬。是次火災中，7人受傷送院，約七千人無家可歸，萬人緊急疏散，場面混亂。1982年5月29日的持續暴雨，東九龍淪為重災區，藍田剩下的寮屋區亦吿毀滅，導致5人死亡。事後政府決定完全清拆此等寮屋區，1983年開發藍田邨擴展部分，先委託承建商在此進行爆破平整工程，並於原木屋區的外圍修建藍田邨擴展部分首二期工程，即興田邨及康華苑，及後再開發藍田邨擴展部分第三、第四期，亦即德田邨；1988年當局規劃藍田南發展計劃，第一及四期亦歸德田邨，第二期則發展為廣田邨。適逢26座問題公屋曝光，包括藍田邨第12座、13座和17座，於是在「整體重建計劃」下，房委會於1988年公布了「藍田邨重建計劃」，樓齡僅16年的第17座首先於當年清拆，由於11和14座與12座和13座相連，因此於1991年一併清拆，經過二十年的重建，啟田邨、平田邨、安田邨相繼屹立於此，其中原藍田邨第4至6座，亦於2009年被重建為全新的藍田邨，並成為「藍田邨重建計劃」的最後一員，自此整個藍田的住宅群終告成形。
在藍田站建設之際，地鐵公司已要求上蓋物業匯景花園的發展商長江實業地產興建行人通道，以配合「藍田邨重建計劃」新增的居民，穿越滙景廣場中庭後以三條一組（三組共9條）扶手電梯系統連接啟田道，此扶手電梯系統於1989年隨藍田站啟用，1990年被命名為A出口。
此外，藍田與新界葵涌的藍田街沒有關連。

## 地方行政
觀塘區議會是全香港首個區議會，於1981年4月成立。目前觀塘區議會共有37名議員，全為直選議員，現時設有35個選區。
位於藍田的選區及現任區議員如下：
- J17 廣德：柯創盛
- J18 興田：葉梓傑
- J19 藍田：簡銘東
- J20 平田：陳易舜
- J21 栢雅：陳汶堅
- J27 麗港城: 李煒林
- J28 景田：王嘉盈

## 區議會議席分佈
為方便比較，以下列表以將軍澳道、觀塘繞道、觀塘明渠以南至茶果嶺村、由五桂山以東及碧雲道至澳景路交界為範圍。
| 年度/範圍                              | 2000-2003                                                | 2004-2007                                                | 2008-2011                                      | 2012-2015                                      | 2016-2019                                      | 2020-2023                                      | 2024-2027    |
| -------------------------------------- | -------------------------------------------------------- | -------------------------------------------------------- | ---------------------------------------------- | ---------------------------------------------- | ---------------------------------------------- | ---------------------------------------------- | ------------ |
| 將軍澳道以南、鯉魚門道以北、啟田道以西 | 景田選區                                                 | 景田選區                                                 | 景田選區                                       | 景田選區                                       | 景田選區                                       | 景田選區                                       | 觀塘中選區   |
| 啟田道以東、碧雲道以西、鯉魚門道以北   | 藍田選區、平田選區及康栢選區全部、部分德田選區及廣德選區 | 藍田選區、平田選區及康栢選區全部、部分德田選區及廣德選區 | 藍田選區、平田選區及康栢選區全部及部分廣德選區 | 藍田選區、平田選區及康栢選區全部及部分廣德選區 | 藍田選區、平田選區及康栢選區全部及部分廣德選區 | 藍田選區、平田選區及康栢選區全部及部分廣德選區 | 觀塘東南選區 |
| 將軍澳道以南、碧雲道以東至五桂山       | 興田選區全部、部分德田選區及廣德選區                     | 興田選區全部、部分德田選區及廣德選區                     | 部分興田選區及廣德選區                         | 部分興田選區及廣德選區                         | 部分興田選區及廣德選區                         | 部分興田選區及廣德選區                         | 觀塘東南選區 |

註：以上主要範圍尚有其他細微調整（包括編號），請參閱有關區議會選舉選區分界地圖及條目。

## 著名地點

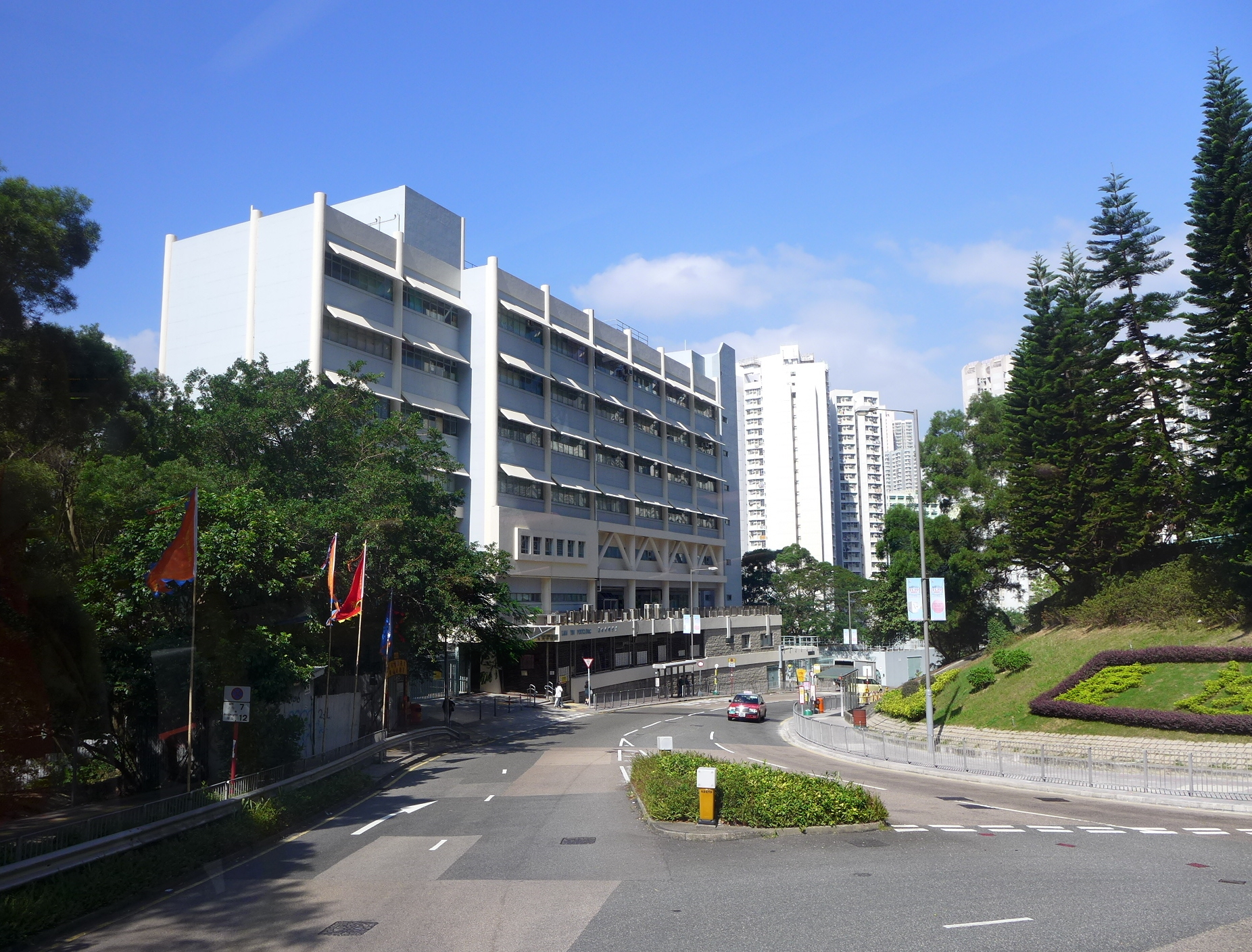
藍田分科診所，前方道路為啓田道

| - 匯景花園 - 啟田大廈 - 麗港城 - 鯉安苑 - 康田苑 - 康華苑 - 康盈苑 - 康柏苑 - 康雅苑 - 康瑞苑 - 康逸苑 - KOKO HILLS | - 藍田邨 - 興田邨 - 德田邨 - 廣田邨 - 啟田邨 - 平田邨 - 安田邨 | - 藍田綜合大樓 - 藍田公共圖書館（在藍田綜合大樓內） - 藍田游泳池（在藍田綜合大樓內） - 藍田公園 - 藍田配水庫遊樂場 - 藍田社區綜合大樓 - 藍田(西區)社區中心（啟田道71號） - 藍田(南)體育館 - 藍田(東區)社區中心（碧雲道) - 藍田分科診所 |

## 學校

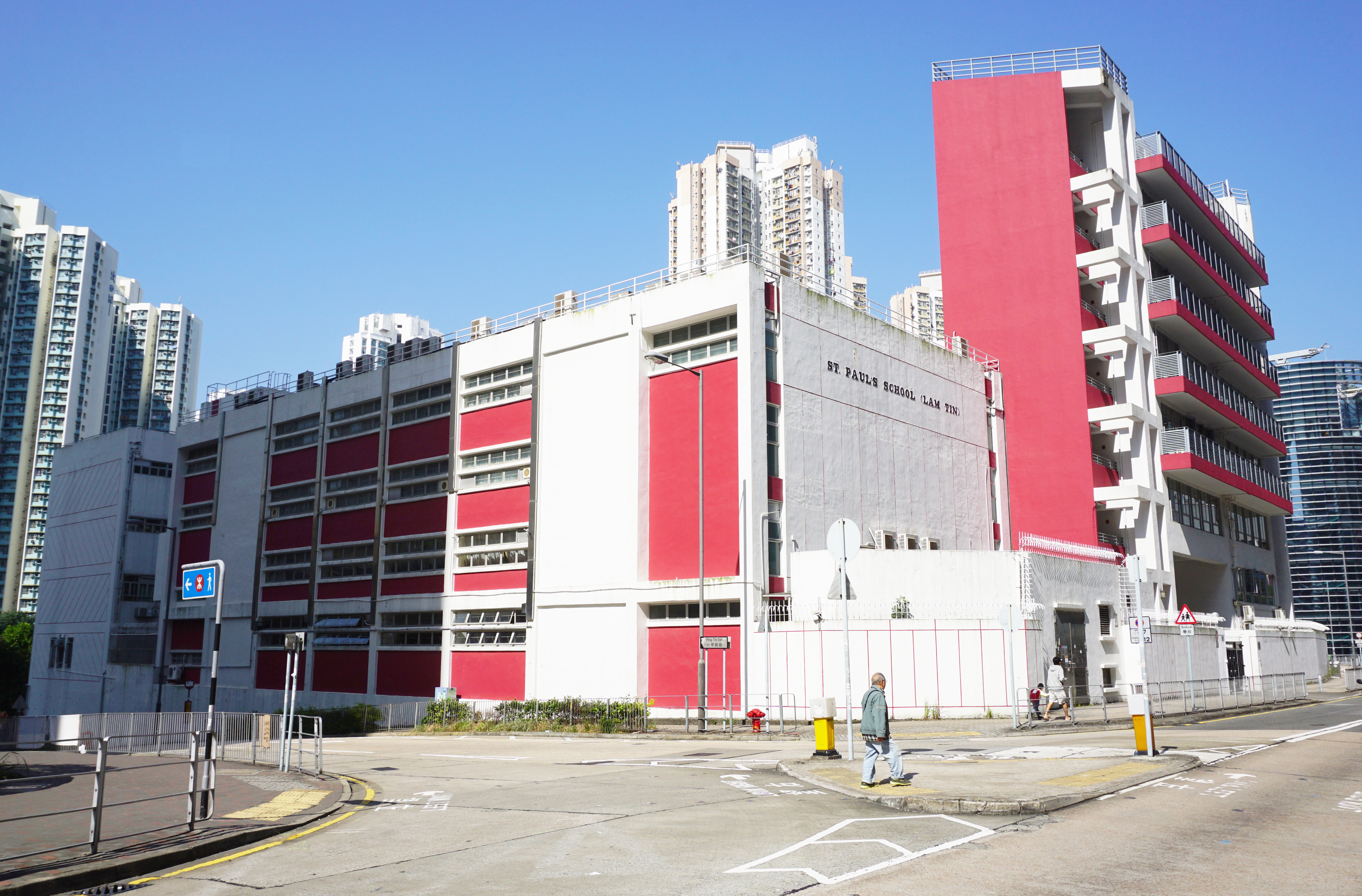
藍田聖保祿中學

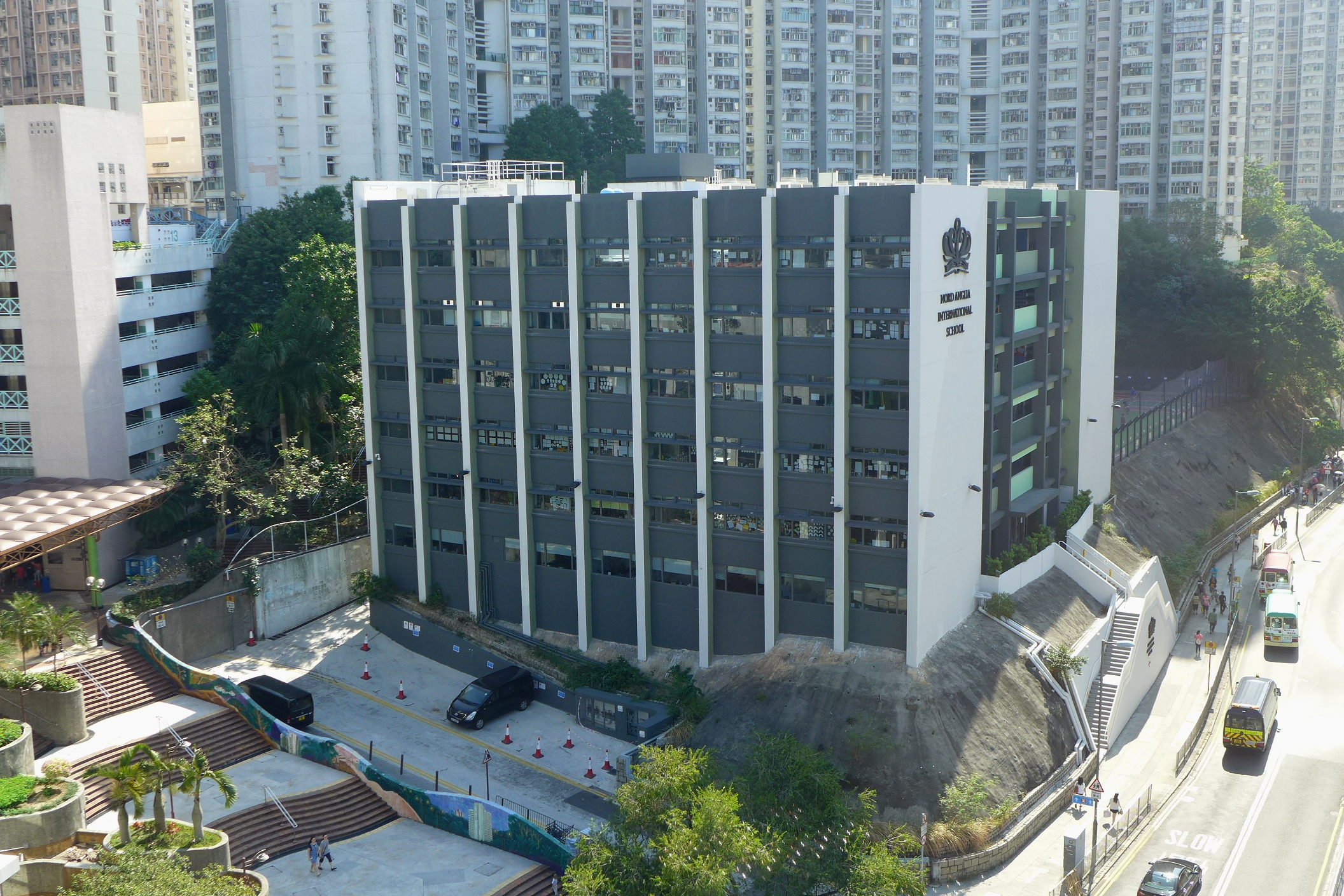
香港諾德安達國際學校

### 幼稚園/幼兒園
| - 佛教金麗幼稚園 （页面存档备份，存于） - 聖公會慈光堂聖匠幼稚園 （页面存档备份，存于） - 基督教香港信義會靈安幼兒學校 （页面存档备份，存于） - 康盈中英文幼稚園 （页面存档备份，存于） - 博愛醫院陳徐鳳蘭幼稚園 （页面存档备份，存于） - 基督教家庭服務中心德田幼稚園 - 救世軍平田幼稚園 （页面存档备份，存于） - 圓玄幼稚園（平田邨） （页面存档备份，存于） - 保良局鄭關巧妍幼稚園 （页面存档备份，存于） | - 香港道教聯合會飛雁幼稚園 （页面存档备份，存于） - 聖公會慈光堂聖匠幼稚園（分校） （页面存档备份，存于） - 啟思幼兒園（匯景） （页面存档备份，存于） - 啟思幼稚園（匯景花園） （页面存档备份，存于） - 香港保護兒童會譚雅士伉儷幼兒學校 （页面存档备份，存于） |

| - 聖公會德田李兆強小學 - 聖愛德華天主教小學 - 聖公會李兆強小學 - 藍田循道衛理小學 | - 藍田聖保祿中學 - 聖公會基孝中學 - 五邑司徒浩中學 |

### 國際學校
- 香港諾德安達國際學校（聖言中學舊址）

## 交通

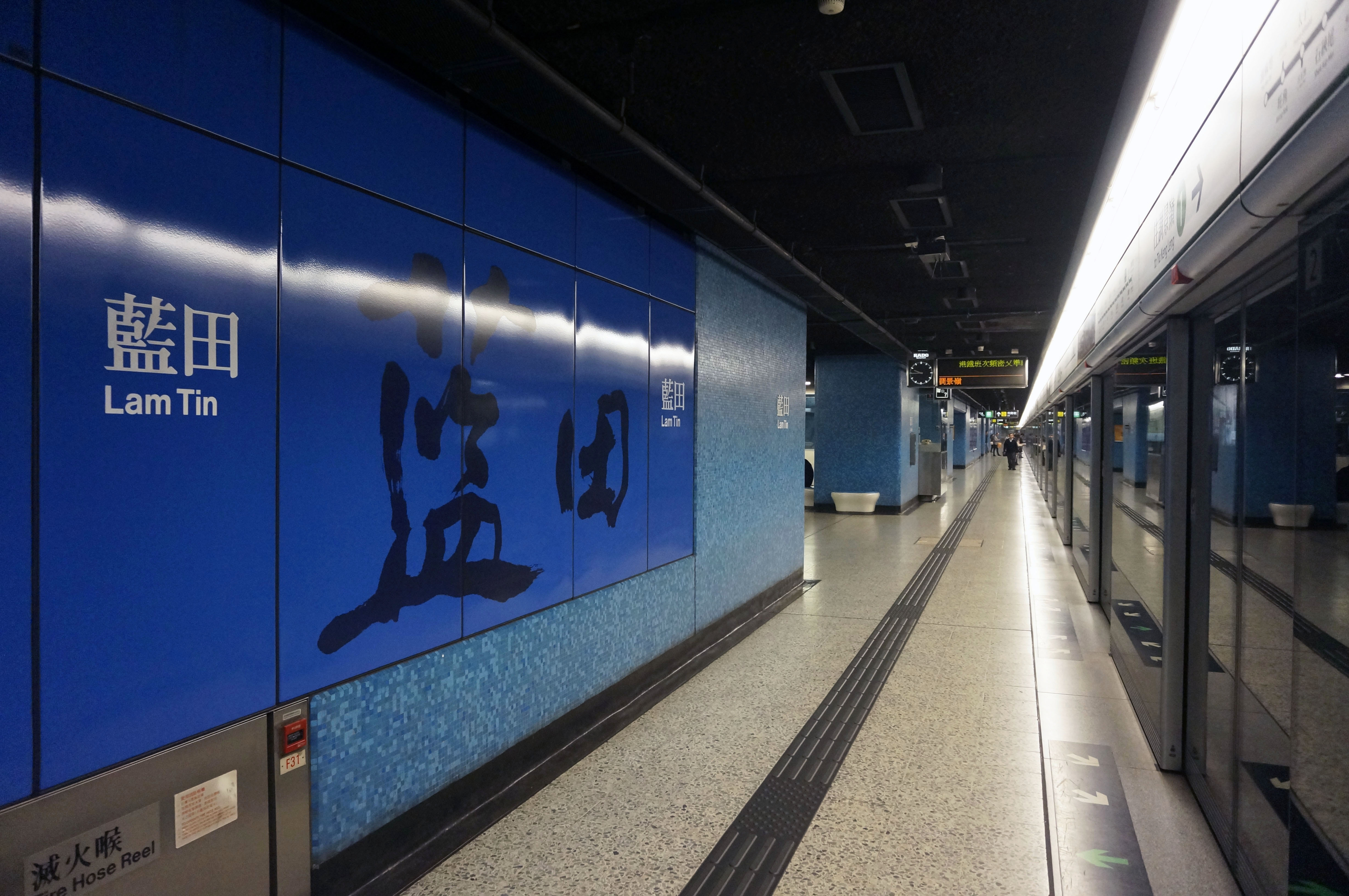
港鐵藍田站

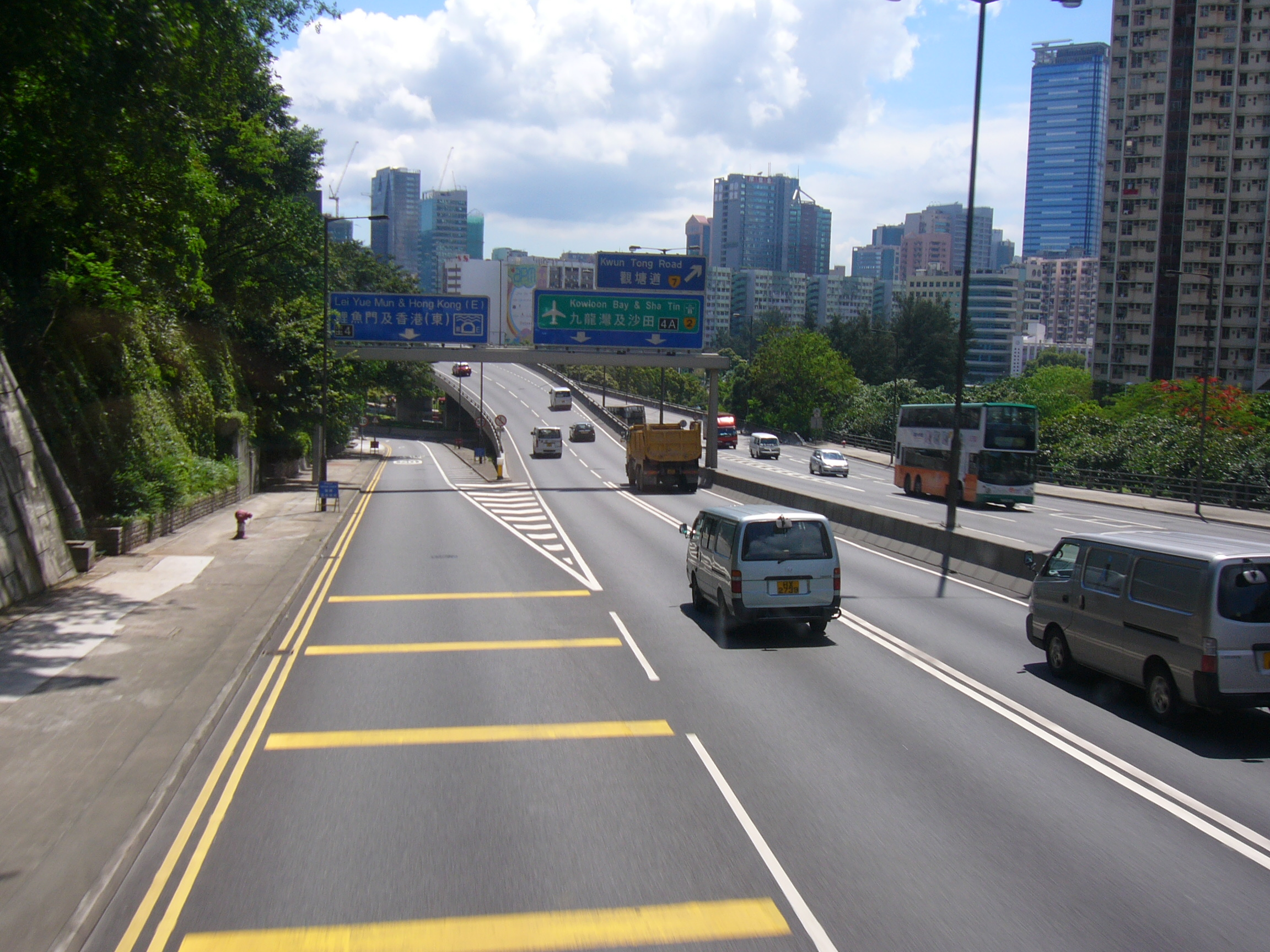
將軍澳道

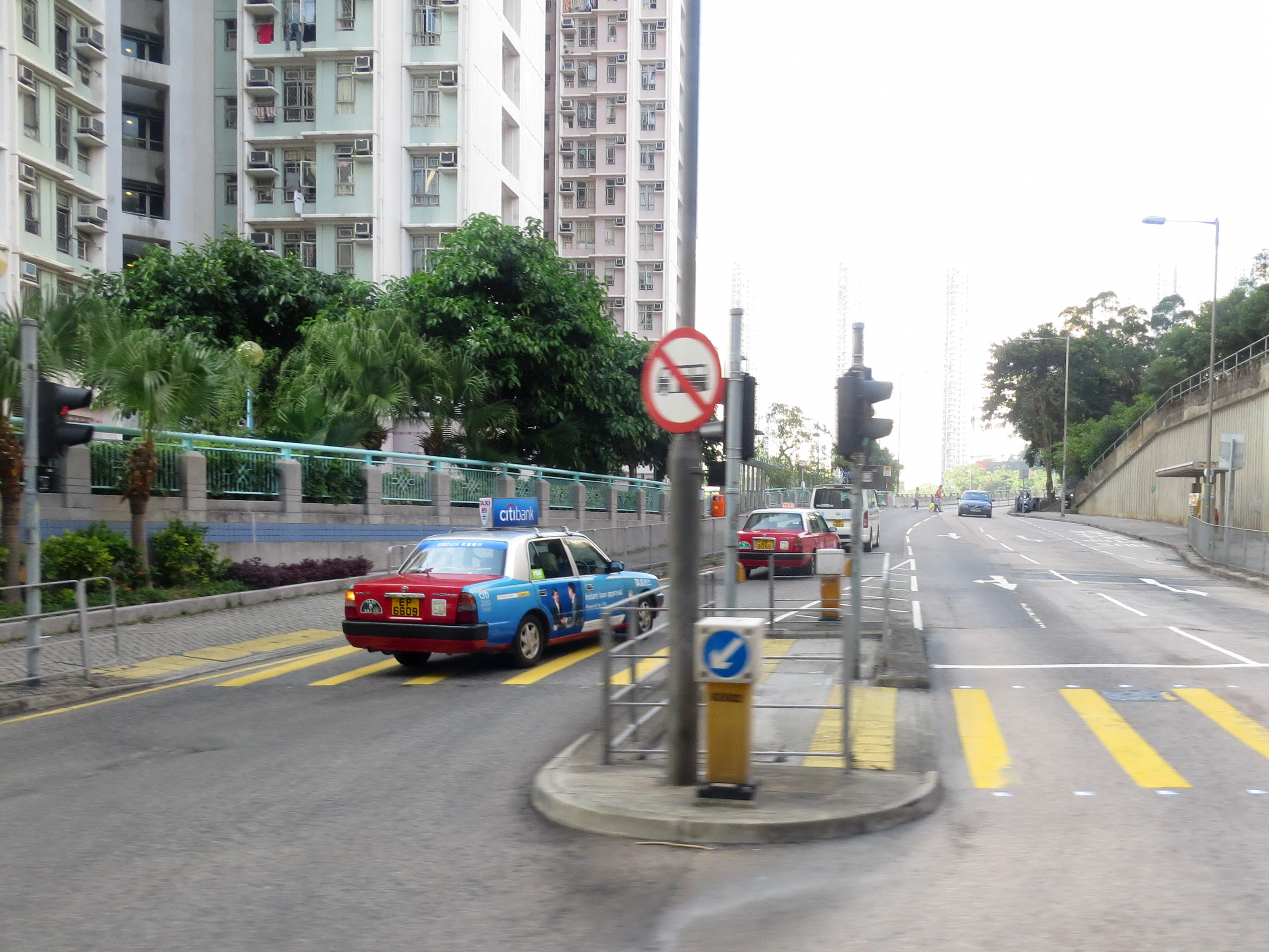
連德道

### 主要交通幹道
| - 碧雲道 - 啟田道 - 安田街 - 平田街 - 德田街 - 慶田街 - 茜發道 | - 連德道 - 鯉魚門道 - 東區海底隧道 - 將軍澳隧道 - 將軍澳道 - 將軍澳－藍田隧道 |

## 文化

### 《錦繡藍田》
本書是漫畫家楊學德的作品，有關1979年間藍田邨第15座的居民們的故事。

### 電影「古惑仔之人在江湖」
香港電影《古惑仔之人在江湖》有不少片段取景自藍田舊區，其中「徙置區所屬的足球場」就是藍田配水庫遊樂場。

## 參看
- 觀塘區
- 觀塘
- 晒草灣
- 秀茂坪
- 油塘
- 茶果嶺

## 資料來源
1. ↑  2001 Population Census - Summary Statistics of Constituency Areas in Kwun Tong District （页面存档备份，存于） - Census and Statistics Department. Retrieved on 29 May 2007
2. ↑  茶果嶺村 - 寮屋下的安樂窩 （页面存档备份，存于） - U-Beat Magazine, 香港中文大學. 30 May 2007. （中文）
3. ↑  爾東、 李健. . 香港: 明報出版社. 2009-06-01: 第9頁. ISBN 9789888026098.
4. ↑  Sceneway Plaza （页面存档备份，存于） - Fun in Kwun Tong. Retrieved on 9 February 2007.
5. ↑   (PDF).   [2014-07-06]. （原始内容 (PDF)存档于2014-08-22）.
6. ↑  . 大公報. 1963-12-16.
7. ↑  . Hong Kong Government Printers.
8. ↑  . 香港工商日報. 1963-02-09.
9. ↑  admin. . 香港舊照片.   [2020-06-07]. （原始内容存档于2021-05-05） （中文（香港））.
10. ↑  .   [2015-09-24]. （原始内容存档于2015-09-25）.
11. 1 2 3  .   [2016-12-30]. （原始内容存档于2017-01-11）.
12. 1 2 3  .   [2016-12-30]. （原始内容存档于2018-08-25）.
13. 1 2 3  .   [2016-12-30]. （原始内容存档于2018-08-03）.
14. 1 2 3  .   [2016-12-30]. （原始内容存档于2017-05-06）.
15. 1 2 3  .   [2016-12-30]. （原始内容存档于2016-09-20）.
16. ↑  .   [2016-12-30]. （原始内容存档于2017-01-09）.
17. ↑  .   [2016-12-30]. （原始内容存档于2017-01-09）.
18. ↑  .   [2016-12-30]. （原始内容存档于2017-01-08）.
19. ↑  .   [2016-12-30]. （原始内容存档于2017-01-09）.
20. ↑  .   [2016-12-30]. （原始内容存档于2016-10-21）.

## 外部連結
- 藍田新聞組
- 《錦鏽藍田》簡介  （页面存档备份，存于）
- 香港地方 | 討論文庫 | 藍田名稱的由來 （页面存档备份，存于）

Template:麗港城